# Delma haroldi
Delma haroldi là một loài thằn lằn trong họ Pygopodidae. Loài này được Storr mô tả khoa học đầu tiên năm 1987.